# Wilhelm Christian von dem Bussche

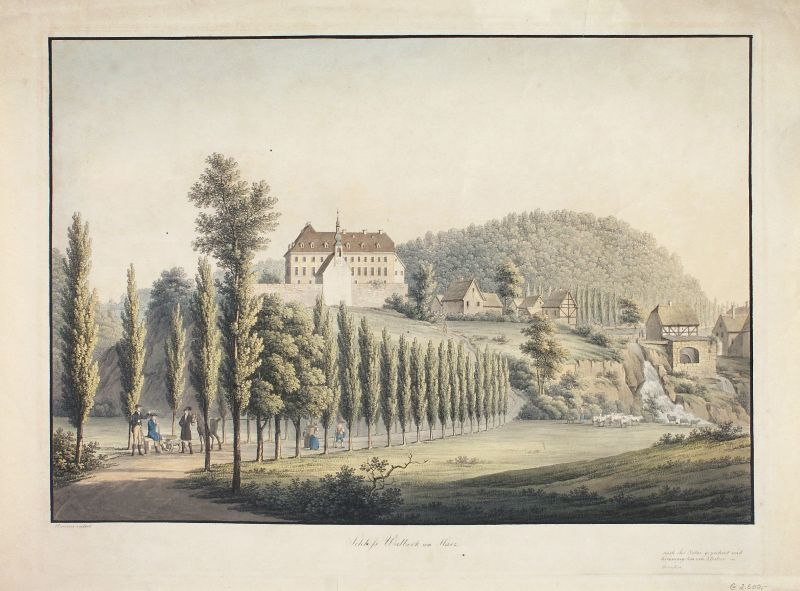
Christian Gottlob Hammer: Schloss Walbeck am Harz, um 1830

Das als Pension genutzte Planteurhaus 2006

Wilhelm Christian von dem Bussche (* 18. August 1756 in Wien; † 3. Januar 1817 in Dessau) war ein deutscher Gutsbesitzer und Amtshauptmann.
Bussche stammte aus dem vor allem in Niedersachsen heimischen Adelsgeschlecht und war der Sohn des späteren Ministers Johann Clamor August von dem Bussche. Er war mit Sophia Louise Elisabeth Gräfin von Schlitz gen. von Görtz, verw. von Raoul (1771–1843) verheiratet. Die Ehefrau war die Tochter des Generals Karl Friedrich Adam von Schlitz. Die gemeinsame Tochter Anna heiratete Friedrich Tellemann.
Wilhelm Christian von dem Bussche war Herr auf Cösitz, Walbeck, Quenstedt, Kupferberg, Nienburg etc. Er trat in Militärdienste und wurde Königlich niederländischer Obristleutnant und Kurfürstlich hessischer Oberst. 1811 wurde er kursächsischer und preußischer Amtshauptmann in Freyburg (Unstrut). Zu Beginn des 19. Jahrhunderts ließ er in Walbeck 1802 das Planteurhaus errichten.
Er stand u. a. mit Gleim und Wieland im Briefwechsel.